# مرشح (معالجة إشارة)

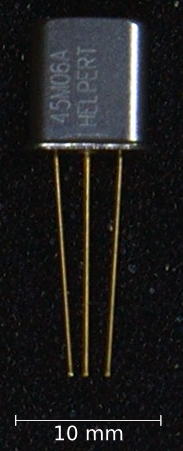

مرشح في معالجة الإشارة هو الأداة أو المعالج الذي يقوم بإزالة الأجزاء غير المرغوبة من الإشارة. الترشيح هو أحد أشكال معالجة الإشارة، الميزة الأساسية للمرشح هي حذفه الكامل أو الجزئي لبعض أجزاء الإشارة، وأغلب الأحيان يدل ذلك على إزالة بعض الترددات من مجموعة ترددات الإشارة. لا تعملُ المرشحات في المجال الترددي فقط، في معالجة الصورة العديد من الصور تكون بحاجة لتعديل وتصحيح بالعمل ضمن مجال آخر والحفاظ على المجال الترددي دون تغيير. تستخدم المرشحات بشكل رئيس في الإلكترونيات والاتصالات و أجهزة الرادار والتلفاز والراديو وأنظمة التحكم ومعالجة الصورة ورسوميات الحاسب والعديد من المجالات الأخرى.

## أصل التسمية
حسب معجم الحاسبات: «المرشح: برنامج يعالج مدخلات متتابعة من الرموز ليحولها إلى شكل نمطي مجدد، ومثال ذلك استخراج الفراغات من بين سلسلة من الرموز لجعلها متصلة». والمرشحة هي أداة أو مادة لكبت بعض الموجات الصوتية أو الكهربائية ...إلخ أو تخفيفها إلى أقصى حد 

## أنواع المرشحات

### المرشحات الخطية المستمرة
المرشح الخطي المستمر هو أكثر أنواع المرشحات انتشاراً في عالم معالجة الإشارة وعادة ما يتم الإشارة إليه بكلمة «مرشح»، كونه يشار إلى هذا النوع افتراضياً.
تُصمم الدارة عادة لإزالة ترددات محددة من الإشارة والسماح للبقية بالمرور. وتكون معادلات هذا المرشح خطية في استجابتها، أو أقرب ما تكون إلى ذلك.
أشهر المرشحات الخطية هي:
- مرشح شيبيشيف [الإنجليزية] يعطي أفضل تقريب للاستجابة المثالية ذات ترتيب وتموج ثابت.
- مرشح باتروورث يعطي أفضل استجابة ترددية مسطحة.
- مرشح بيسيل [الإنجليزية]
- مرشح الإهليلجية (Elliptic filter) [الإنجليزية]